# 2009년 1월
| 2009년: 1월 · 2월 · 3월 · 4월 · 5월 · 6월 · 7월 · 8월 · 9월 · 10월 · 11월 · 12월 |

| <          | 2009년 1월  | 2009년 1월 | 2009년 1월 | 2009년 1월  | 2009년 1월 | >          |
| 일         | 월          | 화         | 수         | 목          | 금         | 토         |
|            |             |            |            | 1 12.6 병오 | 2 7 정미   | 3 8 무신   |
| 4 9 기유   | 5 10 경술   | 6 11 신해  | 7 12 임자  | 8 13 계축   | 9 14 갑인  | 10 15 을묘 |
| 11 16 병진 | 12 17 정사  | 13 18 무오 | 14 19 기미 | 15 20 경신  | 16 21 신유 | 17 22 임술 |
| 18 23 계해 | 19 24 갑자  | 20 25 을축 | 21 26 병인 | 22 27 정묘  | 23 28 무진 | 24 29 기사 |
| 25 30 경오 | 26 1.1 신미 | 27 2 임신  | 28 3 계유  | 29 4 갑술   | 30 5 을해  | 31 6 병자  |

| 편집하기 |

## 2009년1월 30일
- 조선민주주의인민공화국의 조평통은 성명을 통해, 기존 남북기본합의서의 "서해해상군사경계선에 관한 조항들을 폐기한다"고 발표했다.
- 대한민국 경찰은 군포 여대생 납치 살해 사건의 용의자 강호순이 경기도 서남부지역에서 약 2년간 부녀자 7명을 연쇄 살인했음을 자백했다고 밝혔다.

## 2009년1월 26일
- 아이슬란드 연립정부가 미국발 금융위기 여파와 반정부 시위로 붕괴되었다.

## 2009년1월 22일
- 대한민국 진실화해를위한과거사정리위원회는 "한국전쟁 때 경기지역과 포항 흥안리, 의령 등지에서 미군 폭격으로 민간인 134명이 희생된 것으로 조사됐다"고 밝혔다.

## 2009년1월 20일
- 서울 용산 재개발 지역에서 점거농성 중이던 철거민들을 강제 진압하다가 철거민 5명과 경찰관 1명이 숨지고 17명이 부상했다. 용산 철거민 참사 범국민대책위원회가 인터넷 홈페이지가 만들어졌다. 경찰특공대 투입은 김석기 청장의 최종 승인을 받은 것으로 알려졌다.
- 미국 현지 시각으로 정오에 버락 오바마 미국 제44대 대통령이 공식 취임하였다.

## 2009년1월 17일
- 조선민주주의인민공화국의 인민군 총참모부는 성명을 통해, 남측이 설정한 황해 북방한계선은 불법적인 것이라며 전면대결 태세에 진입할 것이라고 발표했다.

## 2009년1월 15일
- 대한민국의 누리꾼 미네르바 측 변호인단이 낸 '구속적부심 청구'가 기각되었다

허드슨강에 US1549편이 버드스트라이크로 불시착 하였다.

## 2009년1월 8일
- 대한민국 전국언론노동조합이 2008년 12월 26일부터 진행했던 파업을 8일 0시를 기해 잠정 유보하였다.

## 2009년1월 7일
- 대한민국의 누리꾼 미네르바가 서울중앙지검 마약조직범죄수사부에 의해 전기통신기본법 위반으로 긴급 체포되었다.

## 2009년1월 3일
- 대한민국 김형오 국회의장이 민주당과 민노당의 국회 농성을 진압하기 위해 국회 경위 등을 투입했다.
- 비트코인이 최초로 발행되었다.

## 2009년1월 2일
- 대한민국 임채진 검찰청장은 2009년 시무식에서 발표한 신년사를 통해 "친북좌파세력을 발본색원해야 한다"고 말했다.
- 대한민국 이명박 대통령이 신년연설에서 '2009년 국정운영의 4대 기본방향'을 발표했다.

## 2009년1월 1일
- 슬로바키아가 유로존의 16번째 회원국이 되었다.
- 대한민국 민주당이 보름만에 국회의사당내 국회의장실 점거 농성을 해제키로 했다.
- 타이 방콕의 한 나이트클럽에서 화재 사고가 발생해 61명이 숨지고 200여명이 부상을 당하였다.
- 인도 북동부 아삼 주 주도 구와하티에서 연쇄 폭탄 테러로 적어도 5명이 숨지고 50여명이 부상을 입었다.새해가 밝았다.